# Ministerråd
 Denne artikel omhandler en stilling under Udenrigsministeriet. Opslagsordet har også en anden betydning, se ministerråd (flertydig).
Ministerråd er stillingsbetegnelse for en udsendt medarbejder under Udenrigsministeriet i chefsklassen, men under ambassadørniveau, ved en (oftest større) ambassade. En ministerråd kan i ambassadørens fravær fungere  som chargé d'affaires a.i. 
- "ad interim", midlertidigt.